# Pocałunek Judasza
Pocałunek Judasza – fresk autorstwa Giotto di Bondone namalowany ok. 1305 roku dla kaplicy Scrovegnich w Padwie.
Jeden z 40 fresków namalowanych przez Giotta w kaplicy Scrovegnich należący do cyklu scen przedstawiających życie Joachima i Anny, rodziców Marii oraz Chrystusa.

Motyw pojmania Jezusa, a szczególnie pocałunku Judasza, pojawiał się w ikonografii chrześcijańskiej od średniowiecza. Malował go Cimabue, znane są obrazy Caravaggio, Hieronima Boscha i Hansa Holbeina (młodszego) oraz grafiki Albrechta Dürera. 
Epizod zdrady Judasza został opisany we wszystkich Ewangeliach synoptycznych:

I zaraz, gdy On jeszcze mówił, zjawił się Judasz, jeden z Dwunastu, a z nim zgraja z mieczami i kijami wysłana przez arcykapłanów, uczonych w Piśmie i starszych. A zdrajca dał im taki znak: "Ten, którego pocałuję, to On; chwyćcie Go i prowadźcie ostrożnie!". Skoro tylko przyszedł, przystąpił do Jezusa i rzekł: "Rabbi!", i pocałował Go. Tamci zaś rzucili się na Niego, i pochwycili Go. A jeden z tych, którzy tam stali, dobył miecza, uderzył sługę najwyższego kapłana i odciął mu ucho. (Mk. 14 43-47)

Giotto bardzo wiernie odtworzył nowotestamentowy epizod. Fresk wypełniony jest postaciami. W osi centralnej wyróżnia się postać Judasza w żółtej szacie symbolizującej zdradę. Obejmuje on Chrystusa z zamiarem pocałowania go. Wokół nich znajduje się wymieszany tłum, apostołów z kapłanami i najemnikami. Za Jezusem malarz umieścił motyw odcinania ucha jednemu ze sług kapłana. Linię horyzontu tworzą głowy zebranych. Ponad nimi na błękitnym tle widać las kijów i mieczy. Można rozróżnić również róg do polowania. Ta część fresku odnosi się do słów: 

Wyszliście z mieczami i kijami jak na zbójcę, żeby Mnie pojmać. Codziennie zasiadałem w świątyni i nauczałem, a nie pochwyciliście Mnie (Mt 26 55)

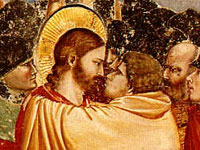
Pocałunek Judasza (fragment)

Wszystkie przedstawione postacie mają wygląd osób pochodzących z prostego ludu. Ich rysy twarzy są wyraziste, ostre, toporne. Można to zauważyć przy zestawieniu twarzy Chrystusa i Judasza. Rysy twarzy Jezusa są delikatne, twarz promienna gdy twarz Judasza jest wyjątkowo grubiańska. Do tego dochodzi kontakt wzrokowy w czym tkwi cały dramatyzm sceny. O wielkości znaczenia tego fragmentu pisano: 

W całej twórczości Giotta nie ma równie wstrętnej gęby (Judasza). I w całej twórczości nie ma twarzy równie pięknej, co twarz Chrystusa. Jest to twarz rosłego, przystojnego mężczyzny, twarz z marmuru, pełna godności, a nie chrześcijańskiej pokory (...)Zdegenerowany, kryminalny pysk Judasza, ze zwierzęco niskim czołem i z wargami wydętymi do pocałunku, a naprzeciw boski profil Chrystusa, sama jasność i szlachetność. Nikczemny spłoszony wzrok zdrajcy i czysty wzrok syna cieśli z Nazaretu. Fałsz i prawda zderzone w centralnym punkcie malowidła.

 Ta interpersonalna relacja jest bardzo charakterystyczna dla fresków Giotta. Można ją zauważyć we fresku Spotkanie przy Złotej Bramie czy w Opłakiwaniu Chrystusa. Również i później inni artyści wykorzystywali podobny sposób kontrastowania złego i dobrego charakteru; zrobił to m.in. Hieronim Bosch w swoim Ecce Homo.